# U-2336
U-2336 je bila nemška vojaška podmornica Kriegsmarine, ki je bila dejavna med drugo svetovno vojno.

## Zgodovina
Podmornica se je 15. maja 1945 predala v Kielu. V sklopu operacije Deadlight so ladjo 21. junija prepeljali v Lisahally, kjer jo je 3. januarja 1946 s topniškim obstreljevanjem potopil britanski rušilec HMS Offa.

## Poveljniki
| Poveljniki |                                    |                |                                     |
| Št.        | Čin                                | Ime            | Poveljstvo                          |
| 1.         | Nadporočnik (Oberleutnant zur See) | Jürgen Vockel  | 30. september 1944 - 30. marec 1944 |
| 2.         | Kapitanporočnik (Kapitänleutnant)  | Emil Klusmeier | 1. april 1945 - 15. maj 1945        |

## Tehnični podatki
| Kategorije                                          | Podatki         |
| --------------------------------------------------- | --------------- |
| Teža (t): na površju pod površjem polna Teža        | 234 258 275     |
| Dolžina (m) - tlačni trup (m)                       | 34,68 - 26,0    |
| Širina (m) - tlačni trup (m)                        | 3,02 - 3,0      |
| Izpodriv (m)                                        | 3,66            |
| Višina (m)                                          | 7,7             |
| Moč ([[konjska Moč\|hp]]): na površju pod podvršjem | 630 580         |
| Hitrost (vozlov): na površju pod podvršjem          | 9,7 12,5        |
| Doseg (milja/vozel): na površju pod podvršjem       | 2.600/8 194/4   |
| Torpeda/Torpedne cevi                               | 2/2 (na premcu) |
| Posadka                                             | 14-18           |
| Maksimalni potop (m)                                | 180             |